# Histioea excreta
Histioea excreta är en fjärilsart som beskrevs av Max Wilhelm Karl Draudt 1915. Histioea excreta ingår i släktet Histioea och familjen björnspinnare. Inga underarter finns listade i Catalogue of Life.